# Valeryj Cylen'c'
Valeryj Antonavič Cylen'c' (in bielorusso Валерый Антонавіч Цыленьць?; 29 settembre 1969) è un ex lottatore bielorusso, specializzato nella lotta greco-romana.

## Palmarès

### Olimpiadi
- 1 medaglia:
  - 1 bronzo (Atlanta 1996 nei -82 kg)